# Narodziny gwiazdy (film 2018)
Narodziny gwiazdy (ang. A Star Is Born) – amerykański melodramat muzyczny z 2018 roku. Jego reżyserem i jednym z producentów był Bradley Cooper, który napisał scenariusz razem z Erikiem Rothem i Willem Fettersem. W głównej roli obok Coopera zagrała Lady Gaga. Jest to kolejny remake filmu o tym samym tytule z 1937 roku.
Film opowiada o miłości dwojga muzyków – Jacka (Cooper) i Ally (Gaga). Jego ścieżka dźwiękowa została stworzona przez Coopera, Gagę i Lukasa Nelsona. Soundtrack sprzedał się w ponad sześciu milionach egzemplarzy i otrzymał cztery nagrody Grammy (spośród 7 nominacji).
Premiera filmu odbyła się 31 sierpnia 2018 na 75. Międzynarodowym Festiwalu Filmowym w Wenecji. Film uzyskał pozytywne recenzje, uznanie w gronie krytyków i zarobił ponad 436 milionów dolarów. Obraz otrzymał liczne wyróżnienia, w tym: 8 nominacji do Oscarów, 5 nominacji do Złotych Globów oraz 7 nominacji do Nagród Brytyjskiej Akademii Filmowej.

## Opis fabuły
Czterdziestotrzyletni Jackson Maine (Bradley Cooper), znany piosenkarz country, poznaje w nocnym klubie trzydziestojednoletnią Ally (Lady Gaga), która pracuje jako kelnerka i autorka tekstów. Muzyk zauważa talent młodej piosenkarki i para zaczyna bliższą relację. Jack postanawia pomóc swojej przyjaciółce i zaprasza ją na scenę podczas swojego koncertu, gdzie wspólnie wykonują „Shallow”. Po tym wydarzeniu Ally staje się rozpoznawalna, a para powoli zaczyna się w sobie zakochiwać. 
Kariera Ally nabiera rozpędu i zaczyna występować na scenie wspólnie z Jackiem. Podczas koncertu para wykonuje piosenkę „Always Remember Us This Way”, po czym Ally spotyka producenta muzycznego Reza Gavrona (Rafi Gavron), który proponuje jej karierę solową. Piosenkarka zyskuje światową popularność, zaś kariera Jacksona zaczyna zwalniać. Para pobiera się i zamieszkuje razem w wiejskim domu. Za namową producenta, Ally zmienia swój styl artystyczny, przez co kłóci się z mężem. Podczas ceremonii nagród Grammy pijany Jack wchodzi na scenę, gdy jego żona odbiera nagrodę. Zdarzenie wywołuje kontrowersje, a Jackson postanawia udać się na terapię. Podczas odwyku małżeństwo godzi się i postanawia współpracować.
Ally proponuje swojemu agentowi, aby Jack był jednym z artystów podczas jej trasy koncertowej, jednak menadżer stwierdza, że lepiej będzie dla niej, jeśli nie będzie pojawiała się medialnie ze swoim mężem. Następnie Gavron udaje się do Jacksona i mówi mu, że powinien trzymać się z dala od Ally, ponieważ jego obecność może zaszkodzić jej karierze. Jack coraz bardziej zaczyna odczuwać, że jest ciężarem dla swojej żony, a gdy ta informuje go, że jest w stanie zawiesić swoją trasę koncertową dla niego, ten stwierdza, że musi odsunąć się od żony, dla jej dobra. Podczas gdy odbywa się koncert Ally, Jackson Maine popełnia samobójstwo we własnym domu.
Po otrzymaniu informacji o śmierci męża, Ally pogrąża się w żałobie. Bobby Maine (Sam Elliot), brat Jacka próbuje pocieszyć wdowę. Podczas pożegnania Jacksona, Ally wykonuje piosenkę o nazwie „I’ll Never Love Again”, którą Jack napisał dla niej, ale nigdy nie śpiewał jej w obecności publiczności.

## Obsada
- Lady Gaga (Stefani Germanotta) jako Ally Campana, kelnerka i wokalista w klubie nocnym, następnie partnerka Jacka i gwiazda muzyki[7]
- Bradley Cooper jako Jackson Maine, uznany piosenkarz i autor tekstów, który jest alkoholikiem[8]
- Sam Elliot jako Bobby Maine, przyrodni brat Jacksona i jego menadżer[9]
- Rafi Gavron jako Rez Gavron, producent muzyczny i menadżer Ally[10]
- Andrew Dice Clay jako Lorenzo, ojciec Ally[11]
- Anthony Ramos jako Ramon, przyjaciel Ally[12]
- Dave Chappelle jako George „Noodles” Stone, emerytowany muzyk i najlepszy przyjaciel Jacka[13]
- Drena De Niro jako Paulette Stone, żona Noodlesa[14]
- Greg Grunberg jako Phil, kierowca Jacka[15]

Role epizodyczne zagrali m.in. Ron Rifkin (jako Carl), Alec Baldwin (jako on sam), Rebecca Field (jako Gali) oraz Halsey (jako prezenterka podczas gali). W niektórych scenach występowali członkowie grupy muzycznej Lukasa Nelsona, którzy zostali ukazani jako zespół Jacka Maina. W filmie pojawia się pies Bradleya Coopera.

## Produkcja

### Rozwój projektu

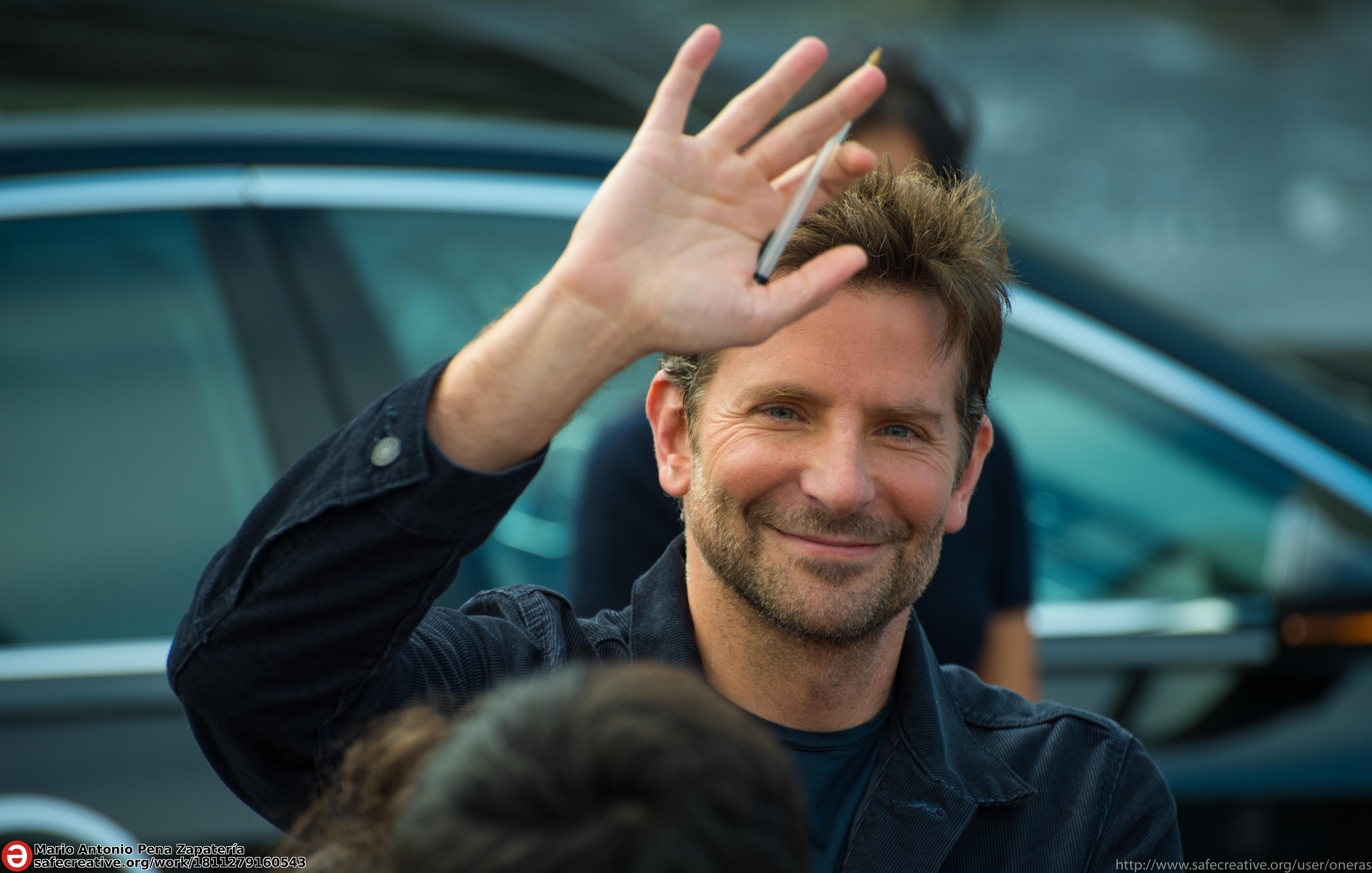
Bradley Cooper, reżyser, producent i współscenarzysta filmu

Firma Warner Bros od lat 90. planowała kolejny remake Narodzin gwiazdy. W 2000 roku gazeta The Hollywood Reporter poinformowała, że Lauryn Hill i Mariah Carey są kandydatkami do głównej roli żeńskiej w filmie, zaś męską miał odegrać Will Smith. Później główną rolę miała zagrać Alicia Keys, jednak produkcja nie doszła do skutku.
Powrót do pomysłu stworzenia kolejnego remaku filmu pojawił się w 2011 roku. Początkowo film miał zostać wyreżyserowany przez Clinta Eastwooda. Do głównej roli męskiej typowani byli: Christian Bale, Leonardo DiCaprio, Tom Cruise, Johnny Depp, Eminem, Will Smith i Bradley Cooper. Główną pretendentką do głównej roli żeńskiej była Beyoncé, lecz rozważano również obsadzenie: Jennifer Lopez, Rihanny, Shakiry, Janelle Monáe, Seleny Gomez, Demi Lovato lub Keshy.
Po rezygnacji Eastwooda z reżyserii filmu, prowadzeniem projektu zainteresował się Bradley Cooper, który miał zajmować się produkcją i nie występować jako część obsady. Kandydatem Coopera do roli Jacksona był Jack White jednak, gdy agencja go odrzuciła, Cooper zdecydował sam zagrać Jacksona. W maju 2016 roku Lady Gaga została wymieniona jako potencjalna kandydatka do roli Ally. W sierpniu tego roku oficjalne potwierdzono, że Gaga będzie częścią obsady. 9 listopada 2016 poinformowano, że Ray Liotta prowadził rozmowy, aby dołączyć do obsady filmu, jednak ostatecznie nie pojawił się w projekcie. 17 marca 2017 Sam Elliott dołączył do obsady filmu, a w kwietniu tego roku do projektu dołączyli: Rafi Gavron, Michael Harney i Rebecca Field. Dave Chappelle dołączył do grona aktorów, w maju 2017.

### Produkcja

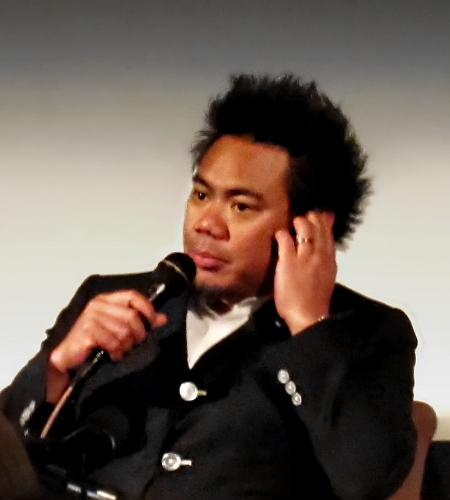
Matthew Libatique, operator filmowy

Produkcją filmu zajęli się: Bill Gerber, Jon Peters, Bradley Cooper, Todd Phillips oraz Lynette Howell Taylor. Scenarzystami filmu zostali: Eric Roth, Bradley Cooper, Will Fetters, którzy czerpali ze scenariuszy do filmów z 1937 i 1954 i 1976 roku. Kierownikiem artystycznym projektu został Matthew Horan, a do ekipy dołączyli także: Karen Murphy (scenografia) Jay Cassidy (montaż), Matthew Libatique (zdjęcia), Tom Ozanich (dźwięk), oraz Frederic Aspiras wraz z Lori McCoy-Bell i Joy Zapata (charakteryzacja i fryzury). Do produkcji filmu wykorzystano system PIX.
Zdjęcia rozpoczęto 17 kwietnia 2017, początkowo miało to nastąpić dwa miesiące wcześniej, lecz Gaga miała dużo występów. W kwietniu nakręcono pierwsze sceny m.in. podczas festiwalu muzycznego Coachella. Niektóre sceny koncertowe były kręcone w maju 2017 na terenie The Greek Theater w Los Angeles, a podczas nagrywania, na prośbę Gagi, utwory były wykonywane na żywo, aby nadać klimatu. Scena pożegnania Jacksona z wykonaniem piosenki „I’ll Never Love Again”, została nagrana 19 maja 2017 w Shrine Auditorium. Poza Los Angeles zdjęcia kręcono też w Palm Springs, Nowym Jorku oraz na Glastonbury Festival w Pilton w angielskim hrabstwie Somerset.
W ramach przygotowania do roli, Cooper spotkał się z Pearl Jam, a podczas kręcenia scen na planie pojawiła się Barbra Streisand. 

### Muzyka
Głównym twórcami albumu są Lukas Nelson, Lady Gaga i Bradley Cooper. Na ścieżce dźwiękowej zatytułowanej A Star Is Born Soundtrack znalazło się dziewiętnaście różnorodnych stylistycznie utworów oraz piętnaście dialogów z filmu. Album zawiera również wkład Jasona Isbella, Marka Ronsona oraz Diane Warren. Ścieżka dźwiękowa została wydana 5 października 2018 nakładem wytwórni Interscope Records i uzyskała: pierwsze miejsca notowania OLiS, status diamentowej płyty w Polsce oraz nominację do Fryderyka.

## Wydanie filmu

### Promocja
W listopadzie 2016 Warner Bros. podał datę premiery filmu na 28 września 2018, jednak we wrześniu 2017 ogłoszono, że premiera filmu zostanie przesunięta do 18 maja 2018, aby uniknąć rywalizacji z letnimi hitami. Ostatecznie premiera została ponownie przesunięta, tym razem na 5 października 2018. W czerwcu 2018 został opublikowany pierwszy zwiastun filmu. 27 września 2018 została wydana pierwsza piosenka z filmu „Shallow”, której teledysk zawierał sceny z produkcji filmowej. Studio Warner Bros. wydało około 110 milionów dolarów na promocję filmu.

### Premiera i dystrybucja
31 sierpnia 2018 podczas Międzynarodowego Festiwalu Filmowego w Wenecji, odbył się pierwszy pokaz filmu. We wrześniu tego roku odbyły się seansy filmu na festiwalach w Toronto, San Sebastian oraz Zurychu. Film został udostępniony w amerykańskich kinach 5 października 2018, zaś do polskich trafił 30 listopada tego samego roku. 28 lutego 2019 wydano A Star is Born: Encore, czyli 147 minutową wersję filmu, która zawiera rozszerzenie niektórych scen. Film był dystrybuowany na platformie HBO oraz Netflix.

## Odbiór

### Box office

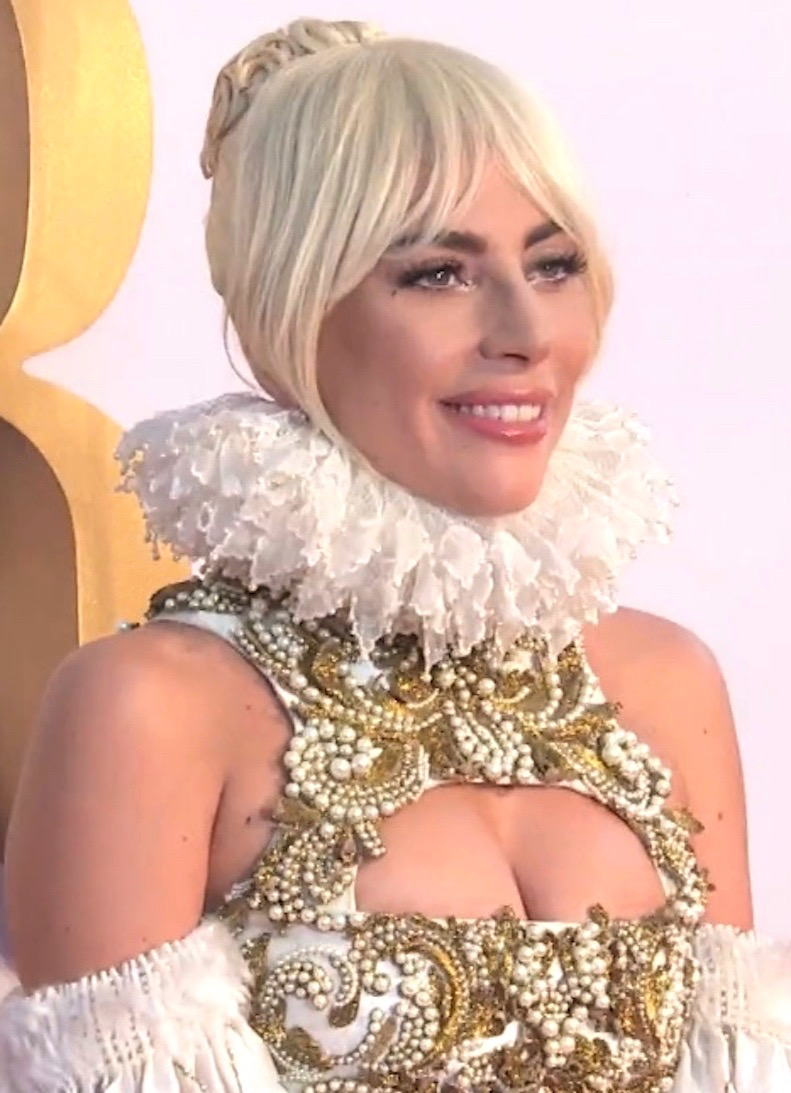
Lady Gaga była za rolę Ally nominowana do Oscara, BAFTy, Critics’ Choice Award, Złotego Globu i SAG Award

Narodziny gwiazdy zarobiły 215,3 mln dolarów w Stanach Zjednoczonych i Kanadzie oraz 220,9 mln dolarów na innych terytoriach, co daje łącznie 436,2 mln dolarów brutto przy budżecie produkcyjnym wynoszącym 36 mln dolarów. Magazyn Deadline Hollywood, po odjęciu całej ilości kosztów, oszacował, iż produkcja zarobiła około 171,9 mln dolarów; ten wynik wyniósł film na 10 miejsce w rankingu najbardziej dochodowych filmów 2018 roku.
Film zadebiutował z 42,9 milionowym przychodem i zajął drugie miejsce w rankingach przychodu za Venomem. Film pozostał na drugim miejscu w drugi, trzeci i czwarty weekend, zarabiając odpowiednio 28 milionów, 19,3 miliona i 14,1 miliona dolarów. Wzrost przychodu nastąpił po ogłoszeniu: nominacji do Złotych Globów (wzrost o 38%), nominacji do Oscarów (wzrost o 107%) i wygranej Nagrody Akademii (wzrost o 209%).
Poza Ameryką Północną film został wydany jednocześnie w 31 innych krajach i zarobił 14,2 miliona dolarów w premierowy weekend, a jego największymi rynkami były: Wielka Brytania (5,3 mln USD), Francja (2,1 mln USD) i Niemcy (1,9 mln USD). Magazyn Valery podsumował sukces komercyjny filmu słowami:

„Narodziny gwiazdy nadal prowadzi własną potworną działalność. Uznany dramat muzyczny z udziałem Bradleya Coopera i Lady Gagi wygenerował imponującą sumę 22,8 miliona dolarów na 75 rynkach zagranicznych, co dało wynik 74,7 miliona dolarów za granicą i 201 milionów dolarów na całym świecie. A Star Is Born został otwarty w Australii z 4,7 miliona dolarów w 536 miejscach, a także w Hongkongu z 629 000 dolarów w 58 lokalizacjach. Największe rezerwy to Wielka Brytania (3,9 miliona dolarów na 846 ekranach), Włochy (1,5 miliona dolarów na 614 ekranach) i Francja (1,5 miliona dolarów na 353 ekranach)”.

### Reakcja krytyków
Film spotkał się z pozytywną reakcją krytyków. W serwisie Rotten Tomatoes 90% z 531 recenzji uznano za pozytywne, a średnia ocen wystawionych na ich podstawie wyniosła 8,0/10. Na portalu Metacritic średnia ocen z 60 recenzji wyniosła 88 punktów na 100. Według serwisu CinemaScore, zajmującego się mierzeniem atrakcyjności filmów w Stanach Zjednoczonych, publiczność przyznała mu ocenę „A” w skali od A+ do F.
Największe uznanie otrzymali: Bradley Cooper (za scenariusz, grę aktorską, reżyserię oraz muzykę), Lady Gaga (za grę aktorską oraz muzykę) oraz Sam Elliot (za grę aktorską). Alonso Duralde z TheWrap pochwalił numery muzyczne, opisując je jako „elektryzujące” i dał filmowi pozytywną recenzję, mówiąc:

„Cooper i Lady Gaga są razem dynamitem; jest to historia, która żyje i umiera dzięki centralnemu związkowi i natychmiastowej chemii, która musi rozkwitnąć między nimi, a ci dwoje mają to w sobie pik”.

Justin Chang nazwał film „niezwykłym” i pochwalił Coopera za jego świeże spojrzenie na wysłużoną formułę filmu z 1937 roku, a także reżyserię, kreacje, scenariusze i zdjęcia. Podobną opinie wydał Peter Travers z Rolling Stone, który przyznał filmowi 4,5 na pięć gwiazdek i uznał go za „nowoczesny klasyk”, chwaląc występy Coopera i Gagi oraz reżyserię. Scenariusz filmu i oryginalne piosenki uznał za „bezproblemowe” i „wspaniałe”, a także nazwał film głównym pretendentem do Oscara roku i jednym z najlepszych filmów roku. Łukasz Muszyński z portalu Filmweb przyznał filmowi ocenę 7/10, chwaląc występy Gagi i Coopera oraz pracę operatora wraz z dźwiękowcami.
Przemysław Kowalski w recenzji dla Głosu Kultury pochwalił występy Gagi i Coopera, jednocześnie krytykując reżyserie i scenariusz za chaotyczny podział filmu, jednak jak sam ujął:

,,Summa summarum, Narodziny gwiazdy to naprawdę bardzo dobre kino. Nie wymaga od widza wielkiego skupienia, choć jak się okazuje, samo wciąga bez reszty. Nie ustrzega się błędów w postaci nierównego tempa, a także całkiem sporej ilości banałów. Na niedociągnięcia można jednak przymknąć oko, bowiem w zamian dostajemy kapitalną muzykę, niezwykle autentyczny duet aktorski oraz prawdziwe emocje.”

Jakub Izdebski (Interia) chwalił film za „dobre występy aktorskie oraz świetne sceny koncertów”, ale twierdził, że Cooper „chce ująć w swym dziele zbyt wiele tematów”. Stephanie Zacharek z magazynu Time uznała film za lepszy od poprzednich interpretacji i pochwaliła reżyserię Coopera, pisanie, a także występy i chemię Coopera i Gagi. W 2021 roku The Guardian umieścił Narodziny gwiazdy na swojej liście „Remaki, które przyćmią oryginały”.

### Nagrody i nominacje

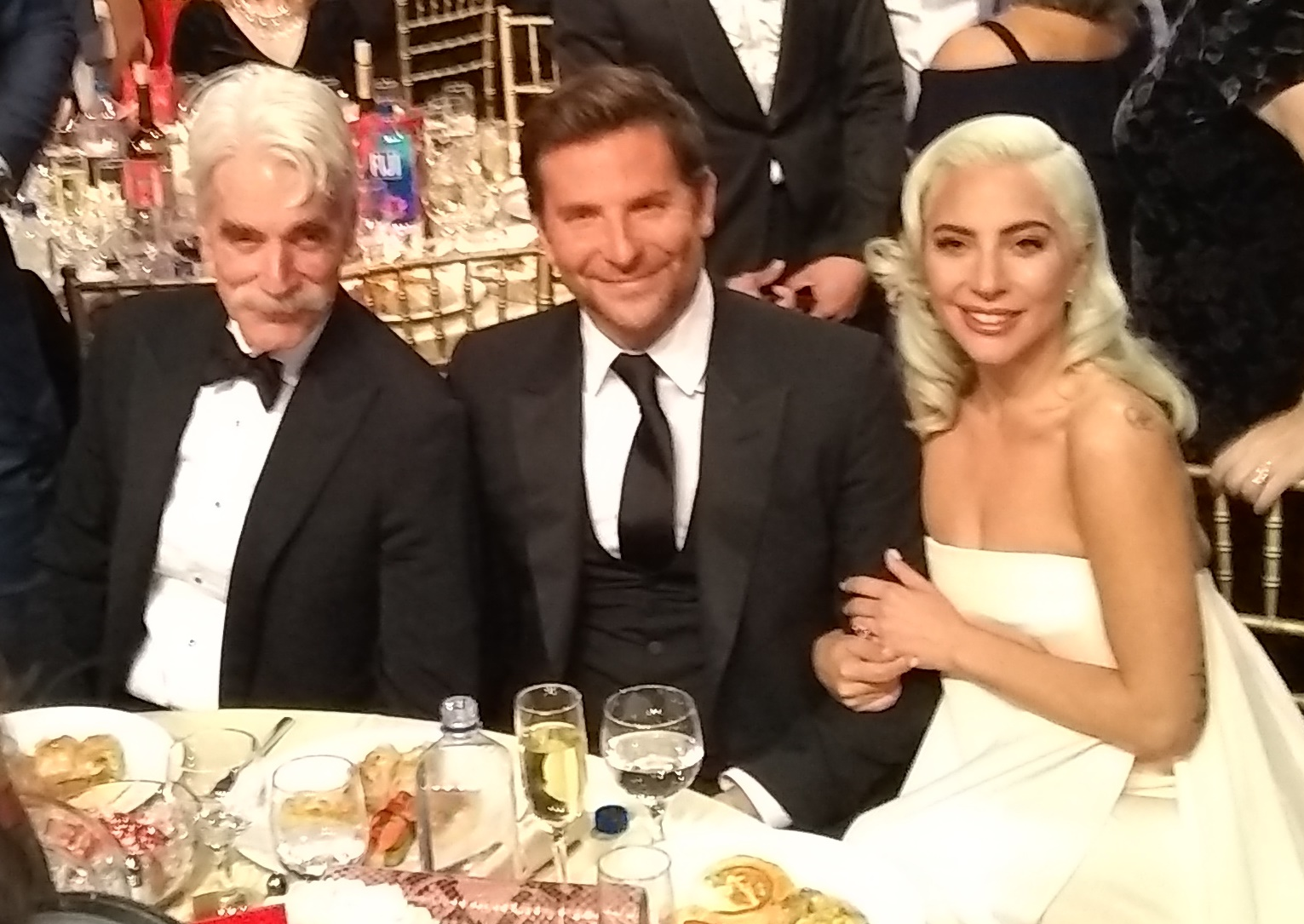
Sam Elliott, Bradley Cooper i Lady Gaga na gali Critics Choice Awards (2019)

Film Narodziny gwiazdy jest jedną z najczęściej nagradzanych produkcji 2018 roku. Wspólnie z filmem Vice był drugim najczęściej nominowanym działem do Nagród Amerykańskiej Akademii Filmowej (8 nominacji) podczas 91. Ceremonii wręczenia Oscarów. Film był jednym z najczęściej nominowanych filmów do: Nagród Brytyjskiej Akademii Filmowej (7 nominacji), Złotych Globów (6 nominacji), Critics’ Choice Movie Awards (9 nominacji) i Satellite Awards (11 nominacji).
| Rok  | Nagroda                               | Kategoria                                                                   | Wynik     | Przypisy |
| ---- | ------------------------------------- | --------------------------------------------------------------------------- | --------- | -------- |
| 2019 | Nagroda Akademii Filmowej (Oscar)     | Najlepszy film                                                              | Nominacja | [ 92 ]   |
| 2019 | Nagroda Akademii Filmowej (Oscar)     | Najlepszy aktor pierwszoplanowy (Bradley Cooper)                            | Nominacja | [ 92 ]   |
| 2019 | Nagroda Akademii Filmowej (Oscar)     | Najlepsza aktorka pierwszoplanowa (Lady Gaga)                               | Nominacja | [ 92 ]   |
| 2019 | Nagroda Akademii Filmowej (Oscar)     | Najlepszy aktor drugoplanowy (Sam Elliott)                                  | Nominacja | [ 92 ]   |
| 2019 | Nagroda Akademii Filmowej (Oscar)     | Najlepszy scenariusz adaptowany                                             | Nominacja | [ 92 ]   |
| 2019 | Nagroda Akademii Filmowej (Oscar)     | Najlepsze zdjęcia                                                           | Nominacja | [ 92 ]   |
| 2019 | Nagroda Akademii Filmowej (Oscar)     | Najlepsza piosenka oryginalna („Shallow”)                                   | Wygrana   | [ 92 ]   |
| 2019 | Nagroda Akademii Filmowej (Oscar)     | Najlepszy dźwięk                                                            | Nominacja | [ 92 ]   |
| 2019 | Nagrody Brytyjskiej Akademii Filmowej | Najlepszy film                                                              | Nominacja | [ 93 ]   |
| 2019 | Nagrody Brytyjskiej Akademii Filmowej | Najlepszy reżyser (Bradley Cooper)                                          | Nominacja | [ 93 ]   |
| 2019 | Nagrody Brytyjskiej Akademii Filmowej | Najlepszy aktor pierwszoplanowy (Bradley Cooper)                            | Nominacja | [ 93 ]   |
| 2019 | Nagrody Brytyjskiej Akademii Filmowej | Najlepsza aktorka pierwszoplanowa (Lady Gaga)                               | Nominacja | [ 93 ]   |
| 2019 | Nagrody Brytyjskiej Akademii Filmowej | Najlepszy scenariusz adaptowany                                             | Nominacja | [ 93 ]   |
| 2019 | Nagrody Brytyjskiej Akademii Filmowej | Najlepsza muzyka filmowa                                                    | Wygrana   | [ 93 ]   |
| 2019 | Nagrody Brytyjskiej Akademii Filmowej | Najlepszy dźwięk                                                            | Nominacja | [ 93 ]   |
| 2019 | Nagroda Gildii Aktorów Ekranowych     | Najlepsza wydajność obsady                                                  | Nominacja | [ 94 ]   |
| 2019 | Nagroda Gildii Aktorów Ekranowych     | Najlepsza kobiecy występ pierwszoplanowy (Lady Gaga)                        | Nominacja | [ 94 ]   |
| 2019 | Nagroda Gildii Aktorów Ekranowych     | Najlepszy męski występ pierwszoplanowy (Bradley Cooper)                     | Nominacja | [ 94 ]   |
| 2019 | Nagroda Gildii Aktorów Ekranowych     | Najlepszy męski występ drugoplanowy (Sam Elliott)                           | Nominacja | [ 94 ]   |
| 2019 | Grammy Awards                         | Najlepsza piosenka napisana dla mediów wizualnych („Shallow”)               | Wygrana   | [ 95 ]   |
| 2020 | Grammy Awards                         | Najlepsza piosenka napisana dla mediów wizualnych („I’ll Never Love Again”) | Wygrana   | [ 96 ]   |
| 2020 | Grammy Awards                         | Najlepsza ścieżka dżwiękowa napisana dla Visual Media                       | Wygrana   | [ 96 ]   |
| 2020 | Grammy Awards                         | Piosenka roku (Always Remember Us This Way)                                 | Nominacja | [ 96 ]   |
| 2019 | Złote Globy                           | Najlepszy dramat filmowy                                                    | Nominacja | [ 97 ]   |
| 2019 | Złote Globy                           | Najlepszy aktor w dramacie (Bradley Cooper)                                 | Nominacja | [ 97 ]   |
| 2019 | Złote Globy                           | Najlepszy reżyser (Bradley Cooper)                                          | Nominacja | [ 97 ]   |
| 2019 | Złote Globy                           | Najlepsza aktorka w dramacie (Lady Gaga)                                    | Nominacja | [ 97 ]   |
| 2019 | Złote Globy                           | Najlepsza piosenka („Shallow”)                                              | Wygrana   | [ 97 ]   |

| Rok  | Nagroda                                       | Kategoria                                     | Przypisy |
| ---- | --------------------------------------------- | --------------------------------------------- | -------- |
| 2018 | African-American Film Critics Association     | AAFCA’s Top Ten Films                         | [ 98 ]   |
| 2019 | Capri Hollywood International Film Festival   | Najlepsza piosenka oryginalna („Shallow”)     | [ 99 ]   |
| 2019 | Capri Hollywood International Film Festival   | Najlepszy montaż dźwięku                      | [ 99 ]   |
| 2019 | Capri Hollywood International Film Festival   | Najlepszy dźwięk                              | [ 99 ]   |
| 2019 | Critics’ Choice Movie Awards                  | Najlepsza aktorka pierwszoplanowa (Lady Gaga) | [ 100 ]  |
| 2019 | Critics’ Choice Movie Awards                  | Najlepsza piosenka („Shallow”)                | [ 100 ]  |
| 2018 | Dallas–Fort Worth Film Critics Association    | Najlepszy film                                | [ 101 ]  |
| 2018 | Detroit Film Critics Society                  | Najlepsze użycie muzyki                       | [ 102 ]  |
| 2018 | Dublin Film Critics’ Circle                   | Najlepszy film                                | [ 103 ]  |
| 2018 | Dublin Film Critics’ Circle                   | Najlepszy aktor (Bradley Cooper)              | [ 103 ]  |
| 2018 | Dublin Film Critics’ Circle                   | Najlepsza aktorka (Lady Gaga)                 | [ 103 ]  |
| 2018 | Georgia Film Critics Association              | Najlepszy aktor drugoplanowy (Sam Elliott)    | [ 104 ]  |
| 2018 | Georgia Film Critics Association              | Najlepsza piosenka oryginalna („Shallow”)     | [ 104 ]  |
| 2019 | Hollywood Critics Association                 | Najlepsza piosenka oryginalna („Shallow”)     | [ 105 ]  |
| 2019 | Houston Film Critics Society                  | Najlepsza piosenka oryginalna („Shallow”)     | [ 106 ]  |
| 2018 | National Board of Review Awards               | Top Ten Films                                 | [ 107 ]  |
| 2018 | National Board of Review Awards               | Najlepsza aktorka (Lady Gaga)                 | [ 107 ]  |
| 2018 | National Board of Review Awards               | Najlepszy aktor drugoplanowy (Sam Elliott)    | [ 107 ]  |
| 2018 | National Board of Review Awards               | Najlepszy reżyser (Bradley Cooper)            | [ 107 ]  |
| 2019 | Palm Springs International Film Festival      | Reżyser roku (Bradley Cooper)                 | [ 108 ]  |
| 2019 | Santa Barbara International Film Festival     | Specjalna nagroda (Sam Elliott)               | [ 109 ]  |
| 2019 | St. Louis Film Critics Association            | Najlepszy film                                | [ 110 ]  |
| 2018 | Washington D.C. Area Film Critics Association | Najlepszy aktor (Bradley Cooper)              | [ 111 ]  |
| 2018 | Washington D.C. Area Film Critics Association | Najlepsza aktorka (Lady Gaga)                 | [ 111 ]  |